# Jürgen Barz
Jürgen Barz (* 14. Oktober 1944 in Berlin; † 14. Januar 2025) war ein deutscher Sänger, Gitarrist, Liedtexter und Schauspieler. Er war von 1967 bis 1979 neben Ingo Insterburg, Karl Dall und Peter Ehlebracht Mitglied der Komikerband Insterburg & Co. Mit Ingo Insterburg sang er auch als Duo Barocke Liebeslyrik und sie veröffentlichten 1968 ein Album damit.

## Leben
1980 gründete Barz zusammen mit der Schauspielerin Uschi Lina die Band Lilli Berlin, ein Jahr später wurde das erste, gleichnamige Album veröffentlicht. 1982 erschien das Album Süß und Erbarmungslos, die Singles Ostberlin – Wahnsinn sowie Liebe ist was Großes. Das letzte Album Huh Huh mit drei weiteren Singles kam 1983 auf den Markt. Danach löste sich die Band auf, Barz und Lina heirateten.
Barz wirkte in drei Filmen mit, arbeitete zeitweise als Mode-Designer in Düsseldorf und schrieb später Texte für das Fernsehen.

## Filme
- 1968: Quartett im Bett, Regie: Ulrich Schamoni
- 1969: Charley’s Onkel, Regie: Werner Jacobs
- 1974: Chapeau claque – Die fröhliche Beichte eines Faulenzers, Regie: Ulrich Schamoni

## Diskografie
- 1968: Barocke Liebeslyrik (mit Ingo Insterburg)
- Weiteres siehe unter Insterburg & Co. und Lilli Berlin.